# Heine Grove Ankerdal
Heine Grove Ankerdal (født 19. juni 1968) er en dansk skuespiller.
Ankerdal er autodidakt. Han har medvirket i flere film, og har også spillet med i børneteaterstykket Kamelen kom til sidst på Nørregaards Teater i 2008.

## Filmografi
- Sinans bryllup (1997)
- Små ulykker (2002)
- Iscenesat (2003)
- Livvagterne (episode 3, 2009)
- Camping (2009)

### Tv-serier
- Livvagterne (2009)